# 鶴弘美
鶴弘美（日语：／ Tsuru Hiromi，1960年3月29日—2017年11月16日），日本女性配音員、演員、旁白。北海道出生，在神奈川縣橫濱市成長。身高160cm。O型血。
本名、舊藝名：。出道以來從屬的經紀公司是青二Production，向日葵劇團出身。

## 生涯

### 童星活動
鶴弘美在小學2年級時，與姊姊加入向日葵劇團，從此以童星身份開始她的演藝生涯。1968年，小學3年級的鶴弘美參加電視劇《彗星公主》試鏡獲得通過，並以第63話「妖怪之森」成為她當演員的出道作。1969年參演另一齣電視劇《恐怖劇場不平衡》（市川森一編劇、山際永三執導）之後。鶴弘美還參加過學習雜誌舉辦的兒童時裝展，及電視劇《彩之女》（富士電視台播出）的電視出演。1977年，鶴弘美的第一份配音工作是幫朝日電視台播出的英國電影《龍蛇小霸王》主角史考特·白歐進行日語配音。

### 配音出道
神奈川縣立鶴見高等學校畢業。1978年，鶴弘美在高中3年級的時候參加動畫「世界名作劇場」《佩琳物語》主角佩琳·潘達伏萬的配音徵選，結果獲得入選，正式成為她在聲優業界的出道作。《佩琳物語》完結之後，至1981年的電視動畫《早安！蘇龐克》播出之前這2年的時間為將來的配音事業發展作準備。
從1982年播出的電視動畫《我們的青春阿爾卡迪亞 無限軌道SSX》開始，鶴弘美全面的投入配音工作，同時將所屬的經紀公司從砂岡事務所（向日葵劇團系列的事務所）轉移至以後從屬的青二Production。並與同世代的松井菜櫻子、富澤美智惠及川村万梨阿因擅長氣勢強悍的演技都博得了很高的人氣而為人熟知。
私生活方面，鶴弘美於1984年主演日本播出的美國電視影集《外星王子》共同擔任日語配音長達半年的同行難波圭一開始交往認識。1985年，她選擇電視動畫《鄰家女孩》難波演的角色上杉和也死亡、並且幫其角色舉辦追思活動的日子宣布跟難波結婚。1986年1月4日，於夏威夷舉辦結婚典禮，由神谷明擔任證婚人。不過2人的婚姻生活沒維持很久，最後2人選擇離婚。
1990年代以後，鶴弘美將配音工作重心轉移至擔任綜藝節目或新聞節目的解說。除此之外還有參加舞台公演。直到2017年去世之前一直將負責解說做為主業。

### 突然逝世
2017年11月16日（日本時間）晚間19時30分左右，鶴弘美在高速公路上，被人發現車輛亮起警示燈停在路上，人則是在車上繫著安全帶但已失去意識，經送往醫院搶救之後宣告不治，享年57歲。經研判確定是鶴弘美正在開車的時候突然主動脈剝離發作，導致多重器官衰竭。
鶴弘美發病之前，根據同事透露，她在幾天之前已有身體不適而不得已提早收工的狀況。
翌年2018年1月13日，舉辦鶴弘美的告別式，由業界的長年合作好友戶田惠子、野澤雅子主辦，參加的同事有山寺宏一、增岡弘、中尾隆聖等人。還有，野澤以《七龍珠》主角孫悟空的聲音發表追思文。
同年3月，第12回聲優Award追頒另設特別功勞獎給鶴弘美、及跟她都在2017年去世的前輩大木民夫等人。同時會場仍有進行影片播放，介紹鶴弘美生前從屬經紀公司的公開資料、照片、配音代表作及3種旁白解說的公開錄音檔。

## 人物、逸事

### 插曲
個性直爽，聲稱在配美神令子時逐漸被潜移默化。相反的是本身很神經質，曾經表示常會為了零星瑣事而沒有時間休息。但是同樣也是向日葵劇團出身的同事古谷徹卻說她是「很愛開玩笑」的人。還有，從以前開始，經常跟她和古谷徹一起合作的堀川亮給鶴弘美的評價是「從年輕的時候跟她在一起合作讓我感到很自豪」。
興趣：高爾夫、觀賞體育賽事、開車、網球、麻將，另外也曾經表示「每年會去打高爾夫50次」。擅長方言：北海道方言。雖然是在北海道出生，但本人表示不擅長所有冬季運動。
本來的志向是想當一名演員，但是會當配音員的原因是在兒童演員時期，曾經被她視作目標的女演員給嫌棄。另外一次是，鶴弘美主動向當紅女演員打招呼卻不理會，造成她心靈上的創傷。還有，因為經常在電視機前擺臭臉，家人對她說「妳最好別出來露面」，以及在劇團中比她年長的女演員（大多因從事模特兒的工作而退團）大多是大美人的關係，說「不知為何跟其他演員比起來，我從小就要面臨受傷的人生」。
至於會萌生很想當配音員的原因是國中時期看了奧黛麗·赫本主演的電影《羅馬假期》（1972年在電視上播出，奧黛麗·赫本的日語配音由池田昌子擔任）時，被池田能將日語配音的演技發揮到淋漓盡致所感動，才會把配音員當作目標並以此作為契機。《佩琳物語》動畫化之後，鶴弘美飾演主角佩琳、池田飾演佩琳的母親，因此實現了和池田2人一起共演的心願，並憧憬池田為角色注入氣氛和講話的方式，成為鶴弘美本身理想的目標。
從動畫《七龍珠》跟前輩野澤雅子合作以來，一直拜野澤為師。原因是因為「即使來到世間就是要做這行業的，但這可愛的一面卻是我最喜歡的」野澤說的這一句話打動了她。
高中3年級經常被周遭的人誤認為是大學生，因此在畢業以前為了加強演技，決定不選國內大專院校，而是去美國的專科學校。但是美國大學學制是在9月開學，距離高中畢業（日本學制是在3月）只剩不到半年，沒有時間能慢慢地選擇志願學校，而當時獲得了《佩琳物語》的參演機會，便很快地就放棄留學的夢想。
另外配音出道以來，曾經表明希望參加動畫導演宮崎駿執導內容淺顯易懂又沒有所謂的、給人忠告的動畫作品。

### 共演、交友關係
與同行松野太紀是向日葵劇團時代認識的朋友。其他交情不錯的同行還有TARAKO、渡邊菜生子、皆口裕子、山本百合子、三矢雄二、古谷徹等人。
與堀川亮從《七龍珠Z》開始，曾在《GS美神》、《神通小精靈》等其它作品合作。由於合作的作品數目很多，因此2人在相互交談時異口同聲的說「完全不記得（一起）參加過哪些作品」。
另外與古谷徹也是從《七龍珠》、《橙路》開始經常合作，與堀川一樣，戀愛戲相當地多。對於此事，古谷卻說出「雙方的聲音不是很合的話」顯然表示對自己的看法，又說「這對我來說是輕鬆又容易的工作」。另外，古谷跟她一樣2人以前都是向日葵劇團的兒童演員出身，但是當時2人不認識。
《GS美神》動畫化之際，漫畫原作者椎名高志說學生時代看過《佩琳物語》之後，表示自己是鶴弘美的聲迷，因此主角美神令子才會指定要她擔任。並且在自己结婚時邀請她來擔任司儀，結果連聲演橫島忠夫的堀川也一起被拉來主持。還有，椎名的另一部連載《楚楚可憐超能少女組》動畫化後，仍邀請鶴弘美再度參加（聲演明石秋江），而這也是她第二次參加椎名作品的配音。2017年12月，鶴弘美驟逝之後，椎名在自己的Twitter畫了《楚楚可憐超能少女組》的角色Cosplay成她以前配音過主要角色的插圖，並刊登在其作品的連載雜誌《週刊少年Sunday》上追思和表示感謝。

### 角色相關
在主要角色方面，在這之中讓鶴弘美十分注入感情的有《佩琳物語》的佩琳·潘達伏萬、《幻夢戰記蕾達》的朝霧陽子、《七龍珠》的、《麵包超人》的紅精靈、《亂馬½》的久遠寺右京、《GS美神》的美神令子。

#### 佩琳物語
《佩琳物語》是鶴弘美的聲優出道作，同時是她第一次聲演主角的作品。
鶴弘美在第一次去錄音室進行錄音時是穿校規的西裝制服前往，但到了夏天去錄音室時卻穿著看起來是要去衝浪、好像剛曬過太陽的休閒打扮，鞋子則穿著夾腳拖前往。她心想即使當時知道的人到現在還認為「不能直接穿草履鞋進去吧」。
由於當時演技流行寫實又講求自然的路線，因此鶴弘美不知道動畫要的是、不要太超過和無法傳達訊息的演技。最後，《佩琳物語》在鶴弘美對錄音作業還沒完全熟悉的狀況下完成。
還有，由於世界名作劇場當時要求製作出高質量的水準，卻無法趕在預期的時間表完成，因此鶴弘美根據當時的印象說是在「沒有線圖就無法曉得內容在演什麼」的情形之下完成錄音。2年後，鶴弘美帶著此印象參加另一齣動畫《早安！蘇龐克》時，其線圖完成度在看了之後卻讓她相當驚訝，很生氣的說「這1年來我明明把《佩琳物語》當作是一場修行，不知為何這齣動畫卻有把圖畫出來呢！」。

#### 七龍珠
《七龍珠》系列的角色是鶴弘美參加長壽動畫系列作品以來，擔任時間僅次於《麵包超人》的紅精靈。《七龍珠Z》播出之後，「這兩部（麵包超人與七龍珠）其實已經成為我自己畢生的事業」的這句話表達出她對作品的喜愛，由於次要角色家族化，相對的私下也有不少企業邀請她合作。
另外，鶴弘美聲演嬰兒時期的期間，在工作人員表卻沒有列出，可是據本人的說法是在特南克斯的妹妹布拉登場之後才有顯示。
鶴弘美說雖然曾經錯過《七龍珠Z》的首播，但是後來有買了一整套的DVD將整部一口氣全部觀賞過一次，這使擔任布瑪聲優的她覺得有趣又感動。
另外，七龍珠原作連載到了後期設定布瑪與貝基塔結婚時，除了讀者驚訝之外，連鶴弘美自己也感到震撼，她原本認定是和飲茶結婚而不相信此事。但是在魔人普烏篇中（除了布瑪未登場的話數之外），貝基塔死前對特南克斯說「媽媽就拜託你了」這句話卻打動了她。
《七龍珠Z》的再編輯版《七龍珠改》決定製作之際，鶴弘美說「Z雖然在我的夢中不知道過了多少年，但是對『是呀，貝基塔死前說的話讓我（布瑪）的心情在這裡動搖』的對白卻讓我感受到」，「這樣看來兒子無論何時從不離開母親的視線才是可愛的地方。即使特南克斯也有可愛的地方真拿他沒辦法」。

#### 橙路
《橙路》主角鮎川圓的聲優決定由鶴弘美擔任以前，其實人選早就已經內定。但是在工作人員後來聽了鶴弘美的聲音之下，才決定重新舉辦試鏡會。在那當時，鶴弘美身旁以聲演優等生角色的聲優較多，而她本身就想嘗試演一些壞角色，卻因此情形讓她感到欲求不滿，最後這番話就如此突然地爆傳開來。
鶴弘美在獲得鮎川圓的參演機會之後，她原本是想用國中生的思維注入，可是自己與角色的年齡有一段差距，因此對角色的感情逐漸減少。此艱辛的經歷讓鶴弘美表示「這是我到目前為止最難融入的角色」、「身為此角色的聲優卻無法充分顯現出來」等等。
1988年，《橙路》於首播期間曾獲動畫情報雜誌《Animage》的女性聲優部門第3名（同年其飾演角色鮎川圓獲得女性角色部門第1名）。鶴弘美說這也是自己進入聲優業界以來最全神貫入的女性角色，她還說「雖然（鮎川圓）本身是不良少女，打從一開始就不是好孩子，具有魅力的角色也會有陰暗的一面」，又說讓像鮎川圓那樣有陰暗面的角色盛傳開來。此外，鶴弘美還說自己的髮型與鮎川圓很像。
還有，該作品男主角春日恭介因為個性優柔寡斷，所以鶴弘美會說像春日恭介這樣的男生才是她自己無法接受的類型。
《橙路》動畫播出之後，原作者松本泉在這個機緣下也跟鶴弘美成為公開場合或私下的親朋好友。

## 繼任
在鶴弘美逝世後，配音員接任作品如下：
- 進藤尚美[注 4]、富澤美智惠[注 5]－：旁白[注 6]
- 延友陽子（日语：延友陽子）、平野文[注 7]－《元氣的Appli》：旁白
- 佐久間玲[注 8]、富永美衣奈[注 9][22]－《麵包超人》：紅精靈
- 平野文－《吃驚的恐慌劇場（日语：仰天パニックシアター）》：旁白
- 久川綾[23]－《七龍珠》系列[注 10]：布瑪
- 瀨户麻沙美－《奧特曼》系列：貝斯奧特曼
- 名冢佳织- 《乱马》系列：久远寺右京

## 演出
粗體字表示主要角色。

### 電視動畫
1978年
- 佩琳物語（佩琳·潘達伏萬[26]）

1981年
- 早安！蘇龐克（日语：おはよう!スパンク）（嘉特）

1982年
- 愛的戰士彩虹人（大宮陽子）
- 阿波羅之女（席蓮娜、女神）
- The♥南瓜酒（神崎、洋子）
- 銀河烈風幕臣我（梅莉塔）
- 超時空要塞（奇姆·嘉比洛弗[27]）
- 忍者男子一平（日语：忍者マン一平）（燕尾）
- 我們的青春阿爾卡迪亞 無限軌道SSX（日语：わが青春のアルカディア 無限軌道SSX）（瑞比）

1983年
- 金肉人（翔野夏子、女孩子A、少年時期的特利曼（日语：テリーマン）、少年、櫻桃王子）
- 光速電神阿爾貝加斯（水木螢）
- 銀河疾風流離我（傑瑞米）
- 停止!! 雲雀（可愛理繪）
- SPACE COBRA（雪拉）
- 特裝機兵多爾巴克（路依·歐貝隆[28]）
- 小超人帕門 (1983年版)
- 無敵三四郎（安莉、馬修）
- 漫畫日本史（日语：まんが日本史 (日本テレビ)）（藤原定子）
- 美雪、美雪（鹿島美雪）

1984年
- Gu-Gu甘莫（日语：Gu-Guガンモ）（淺草紀子老師）
- 星槍士俾斯麥（辛西亞）
- 宗谷物語（日语：宗谷物語）（少女）
- 青春棒球部Nine 完結篇（日语：ナイン (漫画)）（高木洋子）
- （艾莉莎）
- 夢戰士WING-MAN（日语：ウイングマン）（神矢麗奈）
- 魯邦三世 PARTIII（日语：ルパン三世 PARTIII）（索菲）

1985年
- 貓眼三姐妹（嘉西、明子）
- 鬼太郎 (第3作)（里美、麥子、美奈子、雲子）
- 鄰家女孩（西尾佐知子）
- 俏皮小百寶（加納式部〈年輕時〉）
- 北斗神拳（康娜）

1986年
- 銀牙 -流星 銀-（女性客人）
- 青春動畫全集（日语：青春アニメ全集）「風起」（節子）
- 各位同學！心緣的圍巾（日语：生徒諸君!#テレビアニメ）（五月野舞子）
- 聖鬥士星矢（變色龍座珍妮、人魚姬迪蒂絲）
- 北斗神拳（艾美）
- 怪博士與機器娃娃（珍竹鈴）
- 七龍珠（布瑪）
- 高校！奇面組（日语：ハイスクール!奇面組）（淵乃屋麻衣）
- 光之傳說（上條都）
- 楓葉鎮物語（拉拉）
- 相聚一刻（九條明日菜）
- Wonder Beat Scramble（日语：ワンダービートS）

1987年
- 超能力魔美（黑雪妙子）
- 橙路（鮎川圓[29]）
- 之後頓珍漢（日语：ついでにとんちんかん）（茨木尚子）
- 陽光普照（日语：陽あたり良好!）（關圭子）

1988年
- 城市獵人2（凱薩琳·霍華）
- 麵包超人（紅精靈〈初代〉、熊的小孩、蒟蒻小和尚〈黑〉、兔吉〈第4代〉、咖啡羊羹）
- 鬥將!! 拉麵男（舞竹）
- 七龍珠（魔少年〈幼少時期〉）
- 變形金剛：超神 Master Force（可波）
- 名門！第三野球部（日语：名門!第三野球部）（村下夕子）

1989年
- 新仙魔大戰（アントロイメ）
- 七龍珠Z（布瑪）
- 亂馬½ 熱鬥篇（大黑香織）
- 黑色推銷員（ヒヨドリシナコ）

1990年
- 美味大挑戰（啓子、花嫁A）
- 鴉天狗KA·BU·TO（朱雀）
- 功夫貓黨（瑪東娜）
- （紅精靈）[注 11]
- 神通小精靈（大綾真理[30]、江戶城千鶴〈代替〉）
- 魔法使莎莉 (1989年版)（席蓮娜公主）
- 夠了！阿太郎 (1990年版)（日语：もーれつア太郎）（英子）
- 我的長腿叔叔（李奧諾拉·芬頓）
- 亂馬½ 熱鬥篇（久遠寺右京）

1991年
- 蓋特機器人號（賽蓮）
- 21衛門（女王陛下·宇宙怪盗）
- 校園七大不可思議神秘事件（日语：ハイスクールミステリー学園七不思議）（山岡綠、水木的姊姊）
- 魔法公主 Minky Momo 擁抱夢想（日语：魔法のプリンセス ミンキーモモ）（布瑞塔〈第2代〉）
- 我與我 兩個綠蒂（露意絲·帕爾菲）

1992年
- 宇宙騎士BLADE（安娜·懷特）
- 七龍珠Z（〈嬰兒時期〉）
- 超仙魔大戰（シヴァマリア）
- 小小男子漢（井川惠子）

1993年
- GS美神（美神令子[31]）
- 超電動機械人 鐵人28號FX（米薛爾）
- 七龍珠Z 絕望的反抗!! 殘留的超級戰士·悟飯和特南克斯（日语：ドラゴンボールZ 絶望への反抗!!残された超戦士・悟飯とトランクス）（布瑪、特南克斯〈嬰兒時期〉）

1994年
- 蠟筆小新特別篇 不理不理佐衛門的冒險 風雲篇（阿銀）

1995年
- 七龍珠Z（西界王神）
- 爆走獵人（耶絲特・第）

1996年
- 妖精狩獵者（蒂爾）
- 七龍珠Z（布拉）
- 七龍珠GT（布瑪、布拉、貝吉塔Jr.的母親）

1997年
- 鬼太郎 (第4作)（綾子）
- 白鯨傳說（日语：白鯨伝説）（歐哈拉）
- 橫行太保（伊部麗子）
- 爆笑吸血鬼'99（卡米爾·伊娜荷·卡米拉）
- MAZE☆爆熱時空（女王）

1998年
- 秋葉原電腦組（漂亮安吉、花小金井雛子、秘書）
- 金田一少年之事件簿（綾辻真理奈的母親）
- 魔法陣都市（奇蒂·菲尼爾）
- 槍神Trigun（梅麗魯·斯菲）
- 波波羅古洛伊斯物語（紫苑）
- 炸彈人 彈珠人爆外傳（賞金寶）

1999年
- 課長王子（FBI女性）
- 神風怪盜貞德（貞德）
- 週刊故事樂園（日语：週刊ストーリーランド）（友子）
- 魔術士歐菲 Revenge（夏洛特）
- 怪獸農場 ～圓盤石的秘密～（日语：モンスターファーム (アニメ)）（溫蒂）

2000年
- 萬有引力（瀨口美華）
- 名偵探柯南（山本公仁子）
- 純情房東俏房客（前原忍的母親）

2001年
- SAMURAI GIRL 武俠派女高校生（御劍圓）
- 破邪巨星G彈劾凰（綠川夫人）
- 怪獸家族（伯爵夫人）

2002年
- 犬夜叉（姬）
- 馭龍少年（英明）

2004年
- 貯金大冒險（拉薇歐莉）
- 混沌武士（紫乃）

2005年
- 雪之女王（歐麗奈）

2006年
- 妖怪人間貝姆 (2006年版)（韋爾德·弗朗）

2007年
- 機神大戰 巨型方程式（瑪莉安·艾爾·亞特拉休）
- Master of Epic The Animation Age（柯尼特·女、嗚仔 等）
- 遊☆戲☆王 怪獸之決鬥GX（尤貝爾）

2008年
- RD 潛腦調查室（艾莉卡·派翠西亞·高波〈書記長〉）
- 紅（九鳳院蒼樹）
- 波菲的漫長旅程（伊莎貝拉）
- 楚楚可憐超能少女組（明石秋江）

2009年
- 源氏物語千年紀 Genji（六條御息所[32]）
- 七龍珠改（布瑪）
- ONE PIECE（夏克雅克〈夏奇〉）

2010年
- 七龍珠改（特南克斯〈小時候〉）
- Heartcatch 光之美少女！（心之大樹）

2011年
- 青之驅魔師（米歇爾·涅高斯）
- 櫻桃小丸子 (第2期)（阿米〈第2代〉）

2012年
- 聖鬥士星矢Ω（帕拉斯[33]）

2013年
- ONE PIECE×美食獵人×七龍珠Z 超夢幻合作特別篇!!（布瑪）

2014年
- 七龍珠改 (第2期)（布瑪）

2015年
- 七龍珠改 (第2期)（西界王神、布拉）
- 七龍珠超（布瑪〈初代〉[34]）

2016年
- 七龍珠超（達伊絲）

2017年
- 七龍珠超（布拉）

### 電影動畫
1982年
- 劇場版 我們的青春阿爾卡迪亞（日语：わが青春のアルカディア）（美拉）

1983年
- 我是妙殿下！星塵計劃（日语：パタリロ!#劇場アニメ）（惡魔、松上電機產業株式會社社長室前受理青年）

1984年
- 金肉人：被奪走的冠軍腰帶（日语：キン肉マン 奪われたチャンピオンベルト）（翔野夏子、松田正子）
- 金肉人：大暴動！正義超人（日语：キン肉マン 大暴れ!正義超人）（翔野夏子）
- The♥南瓜酒：尼塔的愛情物語（神崎）
- 超時空要塞：愛，還記得嗎？（奇姆·嘉比洛弗）
- 忍者哈特利+小超人帕門：超能力大戰（日语：忍者ハットリくん+パーマン 超能力ウォーズ）（尤莉）
- 綿之國星（日语：綿の国星）（女學生B）

1985年
- 金肉人：正義超人vs古代超人（日语：キン肉マン 正義超人vs古代超人）（翔野夏子、伊耶提）
- 金肉人：逆襲！宇宙隱形超人（日语：キン肉マン 逆襲!宇宙かくれ超人）（翔野夏子）
- 金肉人：愉快的身影！正義超人（日语：キン肉マン 晴れ姿!正義超人）（翔野夏子）
- 企鵝記憶幸福故事（日语：ペンギンズ・メモリー 幸福物語）（吉爾[35]）

1986年
- GALL FORCE ETERNAL STORY（日语：ガルフォース）（露菲）
- 金肉人：紐約千鈞一髮！（日语：キン肉マン ニューヨーク危機一髪!）（翔野夏子）
- 金肉人：正義超人vs戰士超人（日语：キン肉マン 正義超人vs戦士超人）（翔野夏子、戴安娜王妃）
- 鄰家女孩：沒有背號的王牌投手（兒島悠子）
- 鄰家女孩2：再見的禮物（兒島悠子）
- 七龍珠[錨點失效]系列[注 12]（[36][37]）
  - 第12部：銀河面臨危機!! 身手不凡的高手（〈嬰兒時期〉、錢少少）

1988年
- 橙路：但願回到過去（鮎川圓）
- 劇場版 鬥將!! 拉麵男（麗羅）
- 陽光普照：夢中有你KA·SU·MI（日语：陽あたり良好!#劇場版アニメ）（關圭子）
- 相聚一刻 完結篇（三鷹明日菜）

1989年
- 超人力霸王USA（貝斯·奧布萊恩／超人貝斯）
- 奇奇與拉拉的青鳥（日语：キキとララの青い鳥）（契雷特）
- 麵包超人系列（紅精靈）[注 13]
- 變幻退魔夜行 迦樓羅漫舞！奈良怨靈繪卷（日语：カルラ舞う!）（扇翔子）
- 妖魔 -緋影魔境篇-（日语：妖魔 (漫画)）（綾）

1990年
- 海威（莉莉）
- 劇場版 佩琳物語（佩琳·潘達伏萬）
- 西遊記（觀音大人）

1991年
- 月光耳環 銀玫瑰騎士團（日语：ユメミと銀のバラ騎士団）（佐藤夢美）
- 魔法陣都市 THE MOTION PICTURE（奇蒂·菲尼爾）
- 劇場版 神通小精靈（日语：まじかる☆タルるートくん (1991年の映画)）（大綾真理）
- 神通小精靈：燃燒吧！友情的魔法大戰（日语：まじかる☆タルるートくん 燃えろ!友情の魔法大戦）（大綾真理）
- 亂馬½：中國寢崑崙大決戰！規則無視的激鬥篇!!（日语：らんま1/2 中国寝崑崙大決戦! 掟やぶりの激闘篇!!）（久遠寺右京）

1992年
- 銀河英雄傳說外傳 黄金之翼（謝桑納・馮·貝奈穆德）
- 魔法陣都市2 THE MOTION PICTURE（奇蒂·菲尼爾）
- 拯救地球吧！夥伴們 奇比貓湯姆的大冒險（日语：ちびねこトムの大冒険）（克羅耶）[注 14]
- 亂馬½：決戰桃幻鄉！奪回新娘子!!（日语：らんま1/2 決戦桃幻郷! 花嫁を奪りもどせ!!）（久遠寺右京）

1993年
- 劇場版 小小男子漢（井川惠子）
- 母親 -塞戈爾少女夜-（莎拉）

1994年
- 劇場版 GS美神（美神令子）
- 三國志 完結篇 遼闊的大地（鳳姬）
- 快打旋風II MOVIE（伊麗莎）
- 灌籃高手：稱霸全國！櫻木花道（日语：スラムダンク 全国制覇だ! 桜木花道）（中川早苗）
- 亂馬½：超無差別決戰！亂馬隊VS傳說的鳳凰（日语：らんま1/2 超無差別決戦! 乱馬チームVS伝説の鳳凰）（久遠寺右京）

1996年
- 新橙路：接著，那個夏天的開始（鮎川圓）

1999年
- 秋葉原電腦組：2011年的暑假（花小金井雛子、漂亮安吉）

2003年
- 駭客任務立體動畫特集（崔妮蒂）

2009年
- 劇場版 FRESH光之美少女！玩具王國有很多秘密!?（兔寶）
- 名偵探柯南：漆黑的追跡者（荻野彩實[38]）

2010年
- 10th週年劇場版 遊☆戲☆王 ～超融合！跨越時空的羈絆～（尤貝爾）
- TRIGUN Badlands Rumble（梅麗魯·斯菲）

### OVA
1985年
- 輕井澤症候群（日语：軽井沢シンドローム）（箕輪美留久）
- 幻夢戰記蕾達（朝霧陽子）

1986年
- 活劇少女偵探團（日语：活劇少女探偵団）（實相寺昭子[39]）
- GALL FORCE（日语：ガルフォース）（露法、史科兒）2作品
- 傷追之人（夏子）
- 縣立地球防衛軍（日语：県立地球防衛軍）（巴拉達基大佐(原瀧龍子)）
- 湘南爆走族（1986年－1999年，津山良子）10作品
- DELPOWER-X 爆發奇蹟元氣!!（日语：デルパワーX 爆発みらくる元気!!）（羽根木愛美）
- 暴力傑克 後宮爆擊（日语：バイオレンスジャック#バイオレンスジャック ハーレムボンバー）（由美）
- Pelican Road Club Caroucha（日语：ペリカンロード）（高垣由仁子）

1987年
- JUNK BOY（日语：JUNK BOY）（澤木亞樹）
- 花之飛鳥組！新歌舞伎町物語（日语：花のあすか組!#OVA1）（九樂飛鳥）
- Space Fantasia 2001夜物語（日语：2001夜物語#スペース・ファンタジア 2001夜物語）（漢娜·羅賓森、約瑟夫）
- （櫻井老師）
- 火鳥 大和篇（卡吉卡[40]）
- MAPS 傳說的徘徊星人們（日语：マップス (OVA)#1987年（学研）版）（莉普美拉·奎茲）
- 微笑標的（志賀梓）

1988年
- 1磅的福音（安潔拉修女）
- 特搜戰車隊DOMINION（日语：ドミニオン (漫画)）（莉安娜）
- 魔界都市〈新宿〉（羅摩沙也加）
- 相聚一刻 移動中的季節（九條明日菜）

1989年
- 紅牙 Blue Sonnet（日语：紅い牙）（蘇奈·巴吉）
- RHEA GALL FORCE（日语：ガルフォース）（史科兒）
- 橙路 (第1期)（1989年－1990年，川圓）2系列6作品
- 妙齡女大亨（日语：クレオパトラD.C.）（史恩）
- 聖獸機Guardian -CYBERNETICS GUARDIAN-（日语：聖獣機サイガード -CYBERNETICS・GUARDIAN-）（萊兒·羅傑塔）
- 單身公寓（日语：独身アパートどくだみ荘）（由步）
- （篠崎萌）
- 妖魔（日语：妖魔 (漫画)）（綾）

1990年
- 暗黑神話（大神美彌）
- NINETEEN 19（日语：NINETEEN 19）（藤崎雅菜）
- 花之飛鳥組！2 孤獨的貓大逃殺（日语：花のあすか組!#OVA2）（九樂飛鳥）
- 變幻退魔夜行 迦樓羅漫舞！仙台小芥子怨歌（日语：カルラ舞う!）（扇翔子）
- 魔物獵人妖子（真野小夜子）
- 青春狂想曲（日语：八神くんの家庭の事情）（七瀨密子）

1991年
- IZUMO（イヨ）
- 岡比西斯之籤（日语：カンビュセスの籤）（艾斯泰爾）
- 橙路 (第3期)（鮎川圓）2作品
- 妙齡女大亨（日语：クレオパトラD.C.）（史恩·安德生）
- 夢回綠園（手塚渚）
- 搜獸戰士Psychic Force（朝日奈冬子）
- 咆哮女郎巴明欣（王島靜）
- 魔宮戰場2（日语：魔宮戦場）（史蒂芬）
- 魔獸戰士露娜·華爾格（日语：魔獣戦士ルナ・ヴァルガー）（雷碧亞·羅納）
- 夢枕獏 暮色劇場 夢蜉蝣（日语：夢枕獏 とわいらいと劇場）（文緒）

1992年
- 潮與虎（篝）
- 鴉天狗KA·BU·TO（朱雀）
- 機神兵團（日语：機神兵団）（愛娃·布朗、瑪莉亞·布朗）
- 亂跑大戰！基因組獎盃（日语：スクランブル・ウォーズ 突走れ!ゲノムトロフィーラリー）（露法、史科兒）
- 東京BABYLON A SAVE FOR TOKYO CITY STORY（風美）
- 擂台戀曲（日语：のぞみウィッチィズ#OVA）（江川望）
- 破妖之劍（日语：破妖の剣）（拉耶斯莉露）

1993年
- 七龍珠Z外傳 賽亞人滅絕計畫（布瑪）
- 亂馬½ 珊璞暴變！反轉寶珠惹的禍（久遠寺右京）
- 亂馬½ 天道家混亂的聖誕節（久遠寺右京）

1994年
- 湘南爆走族（津山好子）
- 真·孔雀王（月讀）
- 嬌娃夏生的危機（日语：なつきクライシス）（神取晶）
- 魔物獵人妖子5 光陰霸王之亂（真野小夜子）
- 亂馬½ 道場繼承者（久遠寺右京）

1995年
- 黃金小子（女社長）
- 卒業 ～Graduation～（新井聖美）
- 怪醫黑傑克（珊卓拉）
- 魔物獵人妖子²（真野小夜子）
- 亂馬½ SUPER 破戀洞的詛咒！吾愛永存（久遠寺右京）

1996年
- 爆笑吸血鬼（卡米爾·伊娜荷·卡米拉）
- 結婚 ～Marriage～（新井聖美）
- 麵包超人（1996年－2009年，紅精靈）7作品
- 亂馬½ SUPER 兩個小茜「亂馬，看著我！」（久遠寺右京）

1998年
- 危險調查員（露易絲·布朗）

2008年
- 七龍珠 唷！歸來的孫悟空與夥伴們!!（日语：ドラゴンボール オッス!帰ってきた孫悟空と仲間たち!!）（布瑪）
- 潛龍諜影2 BANDE DESSINEE（日语：メタルギアソリッド バンドデシネ）（直美·杭特（日语：ナオミ・ハンター））

2010年
- 七龍珠Z外傳 超级賽亞人滅絕計畫（布瑪）
- 亂馬½ 惡夢！春眠香（日语：らんま1/2 悪夢!春眠香）（久遠寺右京）
- ONE PIECE FILM STRONG WORLD EPISODE:0（夏克雅克〈夏奇〉）

### 遊戲
1989年
- 伊蘇I·II（日语：イースI・II#イースI・II（PCE版））（莉莉亞）
- 天外魔境 ZIRIA（金太、卡美拉、月姬）

1991年
- 厄尼斯特·埃凡斯（日语：アーネスト・エバンスシリーズ）（夏洛特·奧雷里）
- Cosmic Fantasy 2 冒險少年潘（日语：コズミック・ファンタジー）（莉姆·諾蘭提亞）
- 精靈戰士Spriggan（日语：精霊戦士スプリガン）（莉卡特）

1992年
- 夢幻戰士IV（雷娜·布朗德）[注 15]
- Cosmic Fantasy 3 冒險少年雷（日语：コズミック・ファンタジー）（莉姆·諾蘭提亞）
- 魔法少女Silky Lip（日语：魔法の少女シルキーリップ）（城谷陽子、拉瓦）
- 亂馬½ 打倒，元祖無差別格鬥流！（日语：らんま1/2 打倒、元祖無差別格闘流!）（久遠寺右京）[注 15]
- 亂馬½ 爆烈亂鬥篇（日语：らんま1/2 爆烈乱闘篇）（久遠寺右京）[注 16]

1993年
- ASK I·II·III（艾琳·嘉修納、莎拉·梅丁）
- 伊蘇IV The Dawn of Ys（日语：イースIV The Dawn of Ys）（莉莉亞）
- CALII（拉班娜）
- Cosmic Fantasy 視覺集（日语：コズミック・ファンタジー）（莉姆·諾蘭提亞）
- （美神令子）
- 卒業 ～Graduation～（新井聖美）
- Dungeon Explorer II（日语：ダンジョンエクスプローラーII）（韋爾丹娣）
- 亂馬½ 白蘭愛歌（日语：らんま1/2 白蘭愛歌）（久遠寺右京）[注 17]

1994年
- Cosmic Fantasy 4 銀河少年傳說激鬥篇 在光之宇宙中…（日语：コズミック・ファンタジー）（莉姆·諾蘭提亞）
- Cosmic Fantasy 4 銀河少年傳說突入篇 前往傳說的序曲傳（日语：コズミック・ファンタジー）（莉姆·諾蘭提亞）

GS美神（美神令子）
- 七龍珠Z 偉大孫悟空傳說（日语：ドラゴンボールZ 偉大なる孫悟空伝説）（布瑪）
- Monster Maker 闇之龍騎士（日语：モンスターメーカー）（萊克納）
- 亂馬½ 超技亂舞篇（久遠寺右京）[注 16]

1995年
- 空想科學世界（史奇露·巴特）[注 15]
- Der Langrisser（伊梅爾達將軍）

1996年
- 空想科學世界（史奇露·巴特）[注 18]
- COBRA The Shooting（尤特碧兒·摩亞）
- 卒業Cross World（新井聖美）
- FEDA重製版 ～正義的象徵～（日语：フェーダ）（露西亞·弗蘭摩爾、弗蕾兒·達克伍德）

1997年
- 妖精狩獵者 -完全版-（蒂爾）
- 攻殼機動隊 GHOST IN THE SHELL（日语：攻殻機動隊 GHOST IN THE SHELL）（草薙素子）
- 銀河少女傳說3 LIGHTNING ANGEL（日语：銀河お嬢様伝説ユナ）（Mirage公主）
- （妹）[注 19]
- 卒業S（新井聖美）
- 卒業Vacation（新井聖美）
- （克洛姆·H·麥金貝爾）
- 鐵拳3（茱莉亞·張）
- 戀之千年王國（羅絲瑪莉·坎特尼普）
- 瑪莉加 ～真實的世界～（日语：マリカ 〜真実の世界〜）（法蘭索瓦）
- 潛龍諜影（直美·杭特（日语：ナオミ・ハンター））

1998年
- 超魔神英雄傳 ANOTHER STEP（瓦爾喬）
- 悠久幻想曲 2nd Album（日语：悠久幻想曲#悠久幻想曲 2nd Album）（凡妮莎·沃倫）
- 悠久幻想曲 ensemble（日语：悠久幻想曲#悠久幻想曲 ensemble）（凡妮莎·沃倫）

1999年
- 鐵拳 Tag Tournament（日语：鉄拳タッグトーナメント）（茱莉亞·張）
- Harlem Beat（矢部希理子）
- 悠久幻想曲 ensemble2（日语：悠久幻想曲#悠久幻想曲 ensemble2）（凡妮莎·沃倫）
- 人形公主2（日语：マール王国の人形姫#リトルプリンセス マール王国の人形姫2）（亞克喬）

2000年
- BLOOD THE LAST VAMPIRE（佐智子）

2001年
- 召喚夜響曲2（圭娜）

2003年
- 召喚夜響曲3（圭娜）
- 七龍珠Z（日语：ドラゴンボールZ (ゲーム)）（布瑪）[注 20]

2004年
- 青涙（日语：青い涙 (ゲーム)）（柏木靜惠）
- 七龍珠Z2（日语：ドラゴンボールZ2 (プレイステーション2)）（布瑪）
- 多羅羅（美）

2005年
- 卒業 ～Next Graduation～（新井聖美）
- 天外魔境III Namida（讓）
- 七龍珠Z Sparking！（日语：ドラゴンボールZ Sparking!）（布瑪）
- 七龍珠Z3（日语：ドラゴンボールZ3）（布瑪）

2006年
- 七龍珠Z Sparking！NEO（日语：ドラゴンボールZ スパーキング! ネオ）（布瑪、布拉）

2007年
- Shining Force EXA（日语：シャイニング・フォース イクサ）（吉拉）
- 七龍珠Z 真武道會2（日语：ドラゴンボールZ 真武道会2）（布瑪）
- 七龍珠Z Sparking！METEOR（日语：ドラゴンボールZ スパーキング! メテオ）（布瑪、布拉）

2008年
- 超級機器人大戰A PORTABLE（露比娜）
- 超級機器人大戰Z（迪拉爾、露比娜）
- 七龍珠Z 無限世界（日语：ドラゴンボールZ インフィニットワールド）（布瑪）
- 七龍珠DS（日语：ドラゴンボールDS）（布瑪）
- 忍者外傳2（血之伊麗莎白）
- 潛龍諜影4 愛國者之槍（直美·杭特）

2009年
- 七龍珠 天下第一大冒險（日语：ドラゴンボール 天下一大冒険）（布瑪）
- 七龍珠 迅猛炸裂（日语：ドラゴンボール レイジングブラスト）（布瑪）

2010年
- 七龍珠 搭檔對決（日语：ドラゴンボール タッグバーサス）（布瑪）
- 七龍珠DS2 突擊！紅緞帶軍（日语：ドラゴンボールDS）（布瑪）
- 七龍珠 迅猛炸裂2（日语：ドラゴンボール レイジングブラスト）（布瑪）

2013年
- 世界名作童話 親子閱讀遊戲繪本（傑克與豌豆[41]）

2014年
- 七龍珠群雄（西界王神）

2015年
- 勇氣默示錄2 終結次元（安妮[42]）
- 人中之龍0 誓言的場所（麗奈[43]）

2016年
- 超級七龍珠群雄（布瑪）
- Drift Girls（泉澤麻衣[44]）
- 英雄傳說VI 空之軌跡 the 3rd Evolution（露菲娜·亞潔朵）

2017年
- 超級機器人大戰V（妮凡琳娜）

2018年
- 七龍珠FighterZ（日语：ドラゴンボール ファイターズ）（布瑪）[注 21]
- 遊戲王 決鬥聯盟（尤貝爾）[注 21]

### 外語配音

#### 演員
梅根·法蘿
- 清秀佳人系列（安·雪莉（英语：Anne Shirley））※影碟版。
  - 清秀佳人
  - 清秀佳人3（英语：Anne of Green Gables: The Continuing Story）
  - 清秀佳人2（英语：Anne of Green Gables: The Sequel）

#### 電影
- 情定日落橋（英语：A Little Romance）（娜塔莉·伍德斯坦）※富士電視台版。
- 外來客入侵（英语：A Stranger Among Us）（蓮〈米婭·薩拉（英语：Mia Sara）〉）※VHS版。
- 龍蛇小霸王（英语：Bugsy Malone）（巴格西·馬隆〈史考特·白歐〉）※朝日電視台版。
- 瘋狂高爾夫 ※朝日電視台版。
- 城市獵人 (1993年電影)（野上冴子〈邱淑貞〉）※富士電視台版。
- 智慧殺手（英语：Diamond Skulls）（Rebecca〈Sadie Frost〉）
- 開放的美國學府 ※富士電視台版。
- 渾身是勁（拉斯蒂〈莎拉·潔西卡·帕克〉）※富士電視台版。
- 法國中尉的女人（瑪莉〈埃米莉·摩根〉）※TBS版。
- 新鮮人（英语：The Freshman (1990 film)）（Tina Sabatini〈Penelope Ann Miller〉）
- Girls（英语：Girls (1980 film)）（安妮〈柔伊·索瓦〉）※富士電視台版。
- 龍的心（珍妮〈朱寶意〉）
- 末代皇帝
- 小婦人（英语：Little Women (1949 film)） ※NHK版。
- 水怪傳奇（英语：Magic in the Water）（Ashley Black）
- 鬼哭神號（Dana Freeling〈Dominique Dunne〉）※富士電視台版。
- 眉飛色舞（英语：Salsa (1988 film)）（維姬〈安吉拉·阿爾瓦拉多（英语：Angela Alvarado）〉）
- 他們的故事（英语：Some Kind of Wonderful (film)）（瓦茨〈瑪麗·史都華·麥特森（英语：Mary Stuart Masterson）〉）

#### 電視影集
- 阿加莎·克里斯蒂：大偵探波洛（Kitty）
- 飛狼（Archangel的秘書）
- 歡樂滿屋（Carrie Fowler）
- 草原小屋（英语：Little House on the Prairie (TV series)）（Etta Plum〈Leslie Landon〉）
- 外星王子（英语：The Powers of Matthew Star）（Pamela Elliot〈Amy Steel〉）
- 時空怪客（Seria）
- Robin's Hoods（Liz Boonyasak）
- 說書人（英语：The Storyteller (TV series)）（王子）

#### 動畫
- 駭客任務立體動畫特集（崔妮蒂（英语：Trinity (The Matrix)）〈凱莉-安·摩絲〉）
- 藍色小精靈 (1980年電視動畫)（Smurfette〈Lucille Bliss〉）

### 特攝影集
1972年
- 緊急指令10-4 10-10（愛子）[注 22]

2001年
- 劇場版 假面騎士鄂鬥 Project G4（／的聲音）

2008年
- 炎神戰隊轟音者（害水大臣淋浴蠻機的聲音）

2011年
- 假面騎士OOO（翼龍Yummy〈雌〉的聲音）

### 廣播劇CD、卡式錄音帶書
- 外星人秘寶街系列（太宰由紀）
- 英雄傳說 空之軌跡 the 3rd ～靈魂的烙印～（露菲娜·亞潔朵）
- 鐘樓驚魂2（海倫·馬克斯威爾）
- 鐘樓驚魂3 預兆篇／覺醒篇（南西·漢彌爾頓）
- GS美神 極樂大作戰!! 各作品（美神令子）
- 古文單語FORMULA 600 對應CD BOOK 大學測驗（解說聲道）
- Cosmic Fantasy外傳 銀河商人的陷阱（日语：コズミック・ファンタジー）（莉姆·諾蘭提亞）
- Sound Picture BOX 超夢的誕生（日语：サウンドピクチャーボックス ミュウツーの誕生）（火箭隊女首領）
- 光明與黑暗續戰篇EXA（日语：シャイニング・フォース イクサ） 廣播劇CD（吉拉）
- （奈美）
- （白雪和子）
- 兵蜂PARADISE3（艾蓮娜）
- 爆走獵人II The Monthly Collection 5th Season（諾謝爾）
- 聖火降魔錄 啟程之章（日语：ファイアーエムブレム 旅立ちの章）（米涅爾瓦（日语：マケドニア白騎士団#団長））
- 變幻退魔夜行 迦樓羅漫舞！ 劇場版 -奈良怨靈繪卷-（日语：カルラ舞う!）（扇翔子）
- 星屑樂園（日语：星くずパラダイス）（奈良科由紀）
- 魔乳秘劍帖（胸社千組）
- 勇者王 廣播劇特別篇4 ～永遠的ID5…～（久我桃子）
- 銀玫瑰騎士團（日语：ユメミと銀のバラ騎士団）（佐藤夢美）
- 羅德斯島戰記系列（蒂德莉特（日语：ディードリット））
- WILD ADAPTER 04（日语：WILD ADAPTER）（安娜）

### 情報、報導、綜藝節目
- 北野武的TV擒抱（旁白）
- （旁白）
- 開運鑑定團（旁白）[注 23]
- 吃驚的恐慌劇場（日语：仰天パニックシアター）（旁白）
- （旁白）
- 必拍錄影帶!! 主角就是你（日语：必撮ビデオ!!あんたが主役）（旁白）
- 幸福料理（日语：幸せレシピ）（旁白）
- 小學四年級理科（女孩子的聲音）
- 看清世界！電視特搜部（日语：世界まる見え!テレビ特捜部）（2008年7月7日，紅精靈的配音）
- （旁白）
- 電視王（旁白）
- 發掘！真有其事大百科、發掘！真有其事大百科II（日语：発掘!あるある大事典）（旁白）
- 發明將軍DOWN TOWN（日语：発明将軍ダウンタウン）（旁白）
- （旁白、忍者）
- 宮本和知的熱血！午休（日语：宮本和知の熱血!昼休み）（旁白）
- 野菜美人（旁白）
- 理科6年 不可思議情報局（日语：理科6年 ふしぎ情報局）（旁白）
- 求知的樂趣（日语：知るを楽しむ）「我所在意的人物傳記」（旁白）
- 金分 ～欲張女子～（旁白）[45]

等多數

### 電視劇
- 彗星公主（第63話「妖怪之森」小妙、第78話「那一天在下雪的街上」賣火柴的小女孩）
- 特別機動搜査隊（日语：特別機動捜査隊）（第375話「再度鳴叫的雞群」由利子、第386話「眼涙之子搖籃曲」立原珠子）
- 炎之青春（日语：炎の青春） 第8話
- 恐怖劇場不平衡第4話「假面墓場」（少女）
- （第7話「喧嘩」、第14話「夏」學生）
- 彩之女
- 美麗的挑戰者（輪椅少女）第14、15話
- 緊急指令10-4 10-10（兒玉愛子）第18話「人食生!!」
- 黑木太郎的愛與冒險 ～男女～（和美）
- 立日（上田弘美）[46]
- 青之焰（中尾百合的聲音）第1話

### 電影
- 我與他的物語
- 我的道路（日语：わが道）（1974年）

### 舞台
- 暴走的天使
- （與村田雄浩（日语：村田雄浩）、村尾幸三（日语：村尾幸三）、堀廣道等人主辦）
- （聲優松野太紀出道30週年紀念公演）
- （鈴置洋孝企劃製作）
- （劇團Alter Ego企劃製作公演）
- C-LAND vol.3「Little Wing ～～」（TARAKO企劃製作）
- NAO-TA！ vol.1「Little Wing ～～（渡邊菜生子＋TARAKO企劃製作）
- NAO-TA！ vol.2「dear ～～（渡邊菜生子＋TARAKO企劃製作）
- NAO-TA！「REPLAY」（渡邊菜生子＋TARAKO企劃製作）
- （WAKU Produce主辦）[注 24]
- （岸野幸正、戶田惠子演出）
- （鈴置洋孝企劃製作）
- Only You（SPC鈴舟、堤泰之演出）

### 廣播節目
- 青山二丁目劇場（日语：青山二丁目劇場）「下駄一生」（下駄）
- 花之慶次（旁白）[注 25]
- 電台Animec 決定！動畫最前線（日语：週刊ラジオアニメック）
- 廣播劇 酷吉拉消失的日子
- 廣播Macross
- World of Elegance（日语：ワールド・オブ・エレガンス）

### 廣告
- 九州生乳販售農業協同組合聯合會（日语：九州生乳販売農業協同組合連合会） ～與的九州牧場物語～（空山未來）
- 春祭2012（旁白）
- 『GS美神 除師』（1993年）
- 桃屋（日语：桃屋）（與『七龍珠改』合作的廣告）（布瑪）
- 獅王 （子）（柏原芳惠人形）
- 樂敦製藥 樂敦兒童遊戲（『七龍珠』版）（布瑪）
- 真人電影『爆漫王。』戀愛篇（2015年）旁白[47]

### 其它
- 櫻花屋（日语：さくらや）各家門市（店內廣播）
- DVD 恐怖劇場不平衡 店頭形象短片（旁白）
- 超人七號與佩琳的謎之猜題有聲CD（以佩琳的聲音出演，小學館的幼稚園1978年11月號附贈的薄唱片）

## 腳註

## 外部連結
- 鶴弘美｜青二Production （日語）
- 鶴弘美（页面存档备份，存于） （日語）－日本電影數據庫
- 鶴弘美（页面存档备份，存于） （日語）－allcinema（日语：allcinema）
- 鶴弘美（页面存档备份，存于） （日語）－KINENOTE（日语：キネマ旬報映画データベース）
- Hiromi Tsuru在互联网电影资料库（IMDb）上的資料（英文）
- 鶴弘美 Movie Walker（页面存档备份，存于） （日語）
- 鶴弘美在動畫新聞網百科全書中的資料（英文） （英文）